# Polythrena melanicterata
Polythrena melanicterata är en fjärilsart som beskrevs av Lederer 1855. Polythrena melanicterata ingår i släktet Polythrena och familjen mätare. Inga underarter finns listade i Catalogue of Life.